# Eloria noyesi
Eloria noyesi är en fjärilsart som beskrevs av William Schaus 1927. Eloria noyesi ingår i släktet Eloria och familjen tofsspinnare. Inga underarter finns listade i Catalogue of Life.